# Quapaws
Els quapaw són una tribu reconeguda federalment que parlava una llengua sioux, també anomenada Arkansa o Akansa. El seu nom prové d'ugakhpa, "riu avall". Vivien en quatre viles: Tourima, Osotouy, Tongigua i Kappa. Emigraren de la costa atlàntica amb les altres tribus del grup dheghia (osages, omaha i kaw) i s'establí als marges dels rius Arkansas i Red. Estaven dividits en quatre llogarrets:
- Tourima i Osotouy, als marges del riu Arkansas.
- Tongigua, al Nord del Mississipi.
- Kappa, a l'Oest del Mississipi.

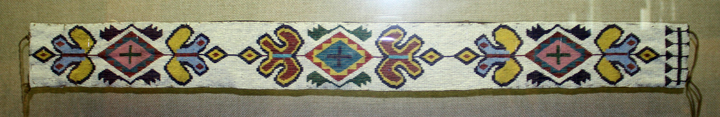
Cinturó de granadures quapaw

Actualment viuen a una reserva de la BIA (Quapaw Agency) a l'Estat d'Oklahoma.

## Demografia
Cap al 1682 potser sumaven entre 15.000 i 20.000 individus, però la verola, la fam i les guerres els va reduir a 700 individus el 1763, a 575 el 1800, a 455 el 1824, a 476 el 1833 i a 224 el 1844. Des d'aleshores, augmentaren lentament: 264 el 1846, 221 el 1848, 271 el 1858, 314 el 1852, 350 el 1859, 121 el 1889, 193 el 1890, 215 el 1893, 350 el 1930 i 1.199 el 1960. El 1990 eren uns 1.927 individus, dels quals només uns 10 parlaven la llengua siouan el 1962.
Segons dades de la BIA del 1995, a la reserva hi vivien 949 individus, però hi havia 2.673 apuntats al rol tribal. Segons el cens dels EUA del 2000, hi havia 1.151 purs, 249 barrejats amb altres tribus, 619 barrejats amb altres races i 164 amb altres races i altres tribus. En total, 2.183 individus.

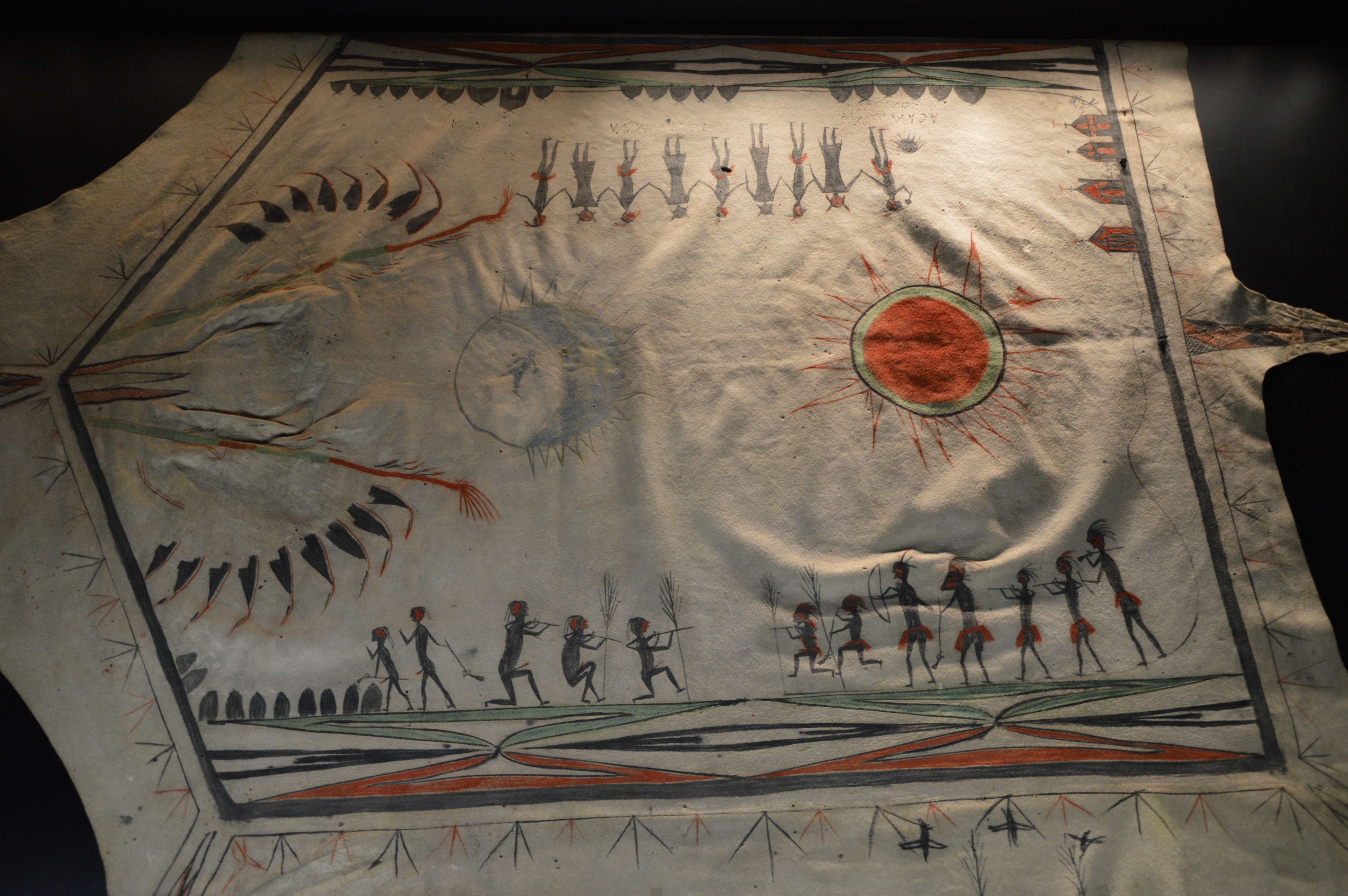
Dibuix quapaw "Tres Viles", Arkansas, s. XVIII. Musée du quai Branly

## Costums
Eren sedentaris i agricultors, vivien en llogarrets fortificats de cabanes comunals cobertes d'escorça i edificades sobre turonets. Eren bons i grans artesans coneguts per llur ceràmics "roig sobre blanc". Segons Louis Jolliet, no caçaven búfals per por a les tribus del Nord i Est, duien poca roba i es foradaven nassos i orelles, es pintaven el cos i duien el pèl curt enrere amb plomes. Es dividien en 22 clans: wakanta (tro), te (búfal), hu (peix), khidh (àliga), mikakh (estrella), wasa (ós negre), ke (tortuga), wesa (serp), petang (crani), Tangdhangtanka (pantera), anpan (cérvol) i mi (sol), dividits en dues meitats, hanka i tiju. Cada vila tenia estructures comunitàries, amb una plaça central, un cabdill i un Consell d'Ancians.
Creien en Wah-kon-tah, el déu de l'univers, i en els wapinan, homes que podien comunicar-se amb ell. Celebraven la dansa del calumet i la busk (dansa del moresc verd), com la majoria de les tribus de la zona. Cada quatre de juliol celebren un powwow per reafirmar-se com a poble.

## Història
Eren originaris de la vall del riu Ohio com tots els deghia, i d'ací foren expulsats per la Confederació Iroquesa cap al segle XVI; aleshores travessaren el riu en bots de pell i se separaren dels omaha. Lluitaren contra els tunica i michigamea per les terres. El 1673 acolliren als exploradors francesos Louis Jolliet i Jacques Marquette, que visitaren la vila de Kappa. Els francesos els anomenaven les beaux hommes. Cap al 1682 foren novament visitats per René Robert Cavalier, sieur de La Salle, qui va dir que eren agricultors i conreaven camps de 8,5 milles quadrades. La Salle va prendre possessió del territori en nom de Lluís XIV com a part de la Louisiana. Més tard, el 1684 Henri de Tonti va rebre el territori en senyoria i construí un post comercial a Osotouy. Els quapaw reconegueren la sobirania francesa, el 1699 van rebre missioners catòlics i el 1700 van contactar amb els colons anglesos de Carolina del Sud.
Però el 1698 patiren una epidèmia de verola que els reduí de 1.200 guerrers a 300, de manera que el 1699 unificaren les viles de Kappa i Tonguigua en la de Nouvelle Kappa, alhora que el 1700 construïen la de Tourima. El 1721 els francesos enviaren soldats a Post Arkansas per defensar la tribu de les incursions chickasaw. En la guerra del 1736-1739 uns 3.600 guerrers francesos, quapaw, choctaws i d'altres tribus s'enfrontà als anglesos i chickasaw. I durant la Guerra Franco-India del 1754-1763 també ajudaren els francesos, però el 1763 només els quedaven 163 guerrers.
El 1763 el seu territori passà a Espanya, de manera que el 1769 Post Arkansas esdevé Fuerte Carlos. El 1777 els caps Angaska d'Osotouy i Caiguaioataniga de Kappa acceptaren una aliança amb els britànics, alhora que feien la pau amb els osage, llurs tradicionals enemics.
Però quan esclatà la Guerra de la Revolució foren reclutats pels espanyols contra els britànics. El 16 d'abril del 1783 rebutjaren un atac anglo-chickasaw a Fuerte Carlos. Per la Pau de San Lorenzo del 1795 el territori restà en mans espanyoles, però el 1803 foren venuts als EUA per la Compra de Louisiana. El 1800 foren agrupats a New Kappa pel cap Wah-pah-te-sah i foren obligats a admetre-hi una fortificació dels EUA el 1804. Com que entre el 1812 i 1815 s'enfrontaren a alguns colons que els mataven els ramats, el 1816 el cap Heckaton signaria la Convenció de Saint Louis que els reconeixia com a nació. El 1818 signaren el primer tractat amb els EUA i entre el 1818 i el 1824 cediren llurs terres als EUA (43 milions d'acres) a canvi de les del marge oest de l'Arkansas (un milió d'acres)i mil dòlars l'any en béns.
El 1824 Robert Crittiden, governador d'Arkansas, obrí llurs terres a la colonització blanca, i negocià amb Heckaton llur trasllat amb els caddo a Red River (Luisiana), cosa que acceptaren. Aleshores eren 455 individus (158 homes, 123 dones i 174 nens), però 60 moriren de fam. Un grup, dirigit pel mestís Sarasin, tornà al territori i s'uní als cherokees i osages; però pel desembre del 1830 la majoria havien tornat al seu territori.
Per això, el 1833 Heckaton va negociar un nou tractat per tal de marxar cap a Oklahoma, però es dividiren en dos grups: uns 300 marxaren amb Sarasin als marges del Riu Red amb els caddo, i reberen 2.000 $/l'any, però des del 1839 foren atacats pels texans, raó per la qual el 1840 s'uniren primer als xoctaw i després als creek; el 1842 eren 250 i enviaven llurs fills a l'escola choctaw. Els 176 restants marxaren amb Heckaton als marges del riu Canadian (Oklahoma).
El nou cap des del 1847, Wasr-te-she, va rebre missioners, i el 1855 es va batejar amb 280 indis més. Quan les inundacions els obligaren a buscar més terres noves, començaren una campanya de retorn a la terra d'origen, però el 1850 foren duts a una reserva pròpia a Oklahoma, amb osages i choctaw, i intentaren vendre llur reserva al govern federal els 1854, 1857 i 1861. Durant la Guerra civil dels Estats Units les terres foren invadides per ambdós bàndols; l'octubre del 1861 War-te-she i Ki-he-cah-te-da signaren tractats amb els Estats Confederats d'Amèrica, però no evitaren la divisió de la tribu. War-te-she hagué de marxar a Kansas a la reserva dels ottawa, on va morir el 1862. Ki-he-cah-te-da (mort el 1874) i 265 indis més pogueren tornar a llurs terres el 1865, però la reserva restà empobrida i assolada.
El 1867 la van vendre al govern dels EUA a canvi de 30.000 $ i mil més anyals. El darrer cap, Tall Chief o Louis Angel, el 1875 s'establí a la reserva dels Osage, i el 1877 dos terços de la tribu el seguiren, de manera que el 1883 només uns 38 vivien a l'antiga Reserva Quapaw. El 1883 els nous caps John Hotel i Charley Quapaw foren escollits, i el 1887 adoptaren com a membre de la tribu l'indi Stockbridge A.W. Abrahams, qui dirigí els negociacions per la qual el 1886 passaren a formar part del Territori Indi, i les del 1893 (amb 231 vots a favor) on John Medicine i 67 més votaren a favor de l’allotment. D'aquesta manera, el 1887 se’ls fa el primer cens, que dona 121 individus (augmentaren a 215 el 1893) i reberen lots de 500 acres, de manera que en reberen uns 12.000 acres.
Endemés, el 1895 el caddo John Wilson/Moonhead va predicar entre ells la religió peyote, mercè la conversió del líder indi John Beaver (mort el 1928). També obtingueren la concessió d'escollir el seu propi cap: Peter Clabber ho fou del 1894 al 1926, John Quapaw del 1926 al 1929, i el capellà peiotista Victor Griffin del 1929 al 1958.
El 1897 trobaren a llurs terres jaciments de plom i zinc, que seran explotats des del 1907. Llogaven les terres, però els pagaven poc i els estafaven, cosa que provocaria la dilapidació dels guanys que obtingueren. Entre el 1923 i el 1943 van rebre 14.689.592 $, que foren posats sota control federal a petició del cap Griffin, qui el 1934 acceptà les propostes de l'Indian Reorganization Act.
L'agost del 1956 s'organitzà una nova organització tribal, quan fou creat el Quapaw Business Comitee, presidit pel cap Robert Whitebird del 1956 al 1968, però el líder espiritual dels quapaw fou Maud Supernaw (morta el 1972), filla de Tallchief. El 1971 votaren per les restriccions en les concessions minaires fins al 1996.

## Llista de Quapaw
- Geary Hobson